# 松尾站 (千葉縣)
松尾站（日语：／ Matsuo eki */?）是位於千葉縣山武市松尾町五反田1955號，東日本旅客鐵道（JR東日本）的總武本線車站。

## 歷史
鐵路線在1897年（明治30年）6月1日開通，但是當初沒有於此地設站。在翌年1898年（明治31年）2月25日才設站。
- 1898年（明治31年）2月25日：總武鐵道車站啟用[1]。
- 1907年（明治40年）9月1日：總武鐵道被國有化（日语：鉄道国有法），成為帝國鐵道廳車站[1]。
- 1909年（明治42年）10月12日：制定路線名稱，成為總武本線車站。
- 1971年（昭和46年）4月1日：結束貨物起卸業務[1]。
- 1974年（昭和49年）10月26日：佐倉站至銚子站之間電氣化[1]。
- 1987年（昭和62年）4月1日：伴隨國鐵分割民營化，車站由東日本旅客鐵道（JR東日本）營運[2]。
- 2003年（平成15年）：成為業務委託車站[1]。
- 2009年（平成21年）3月14日：此站開始使用IC卡「Suica」[3]。成為東京近郊區間範圍內[3]。

## 車站構造

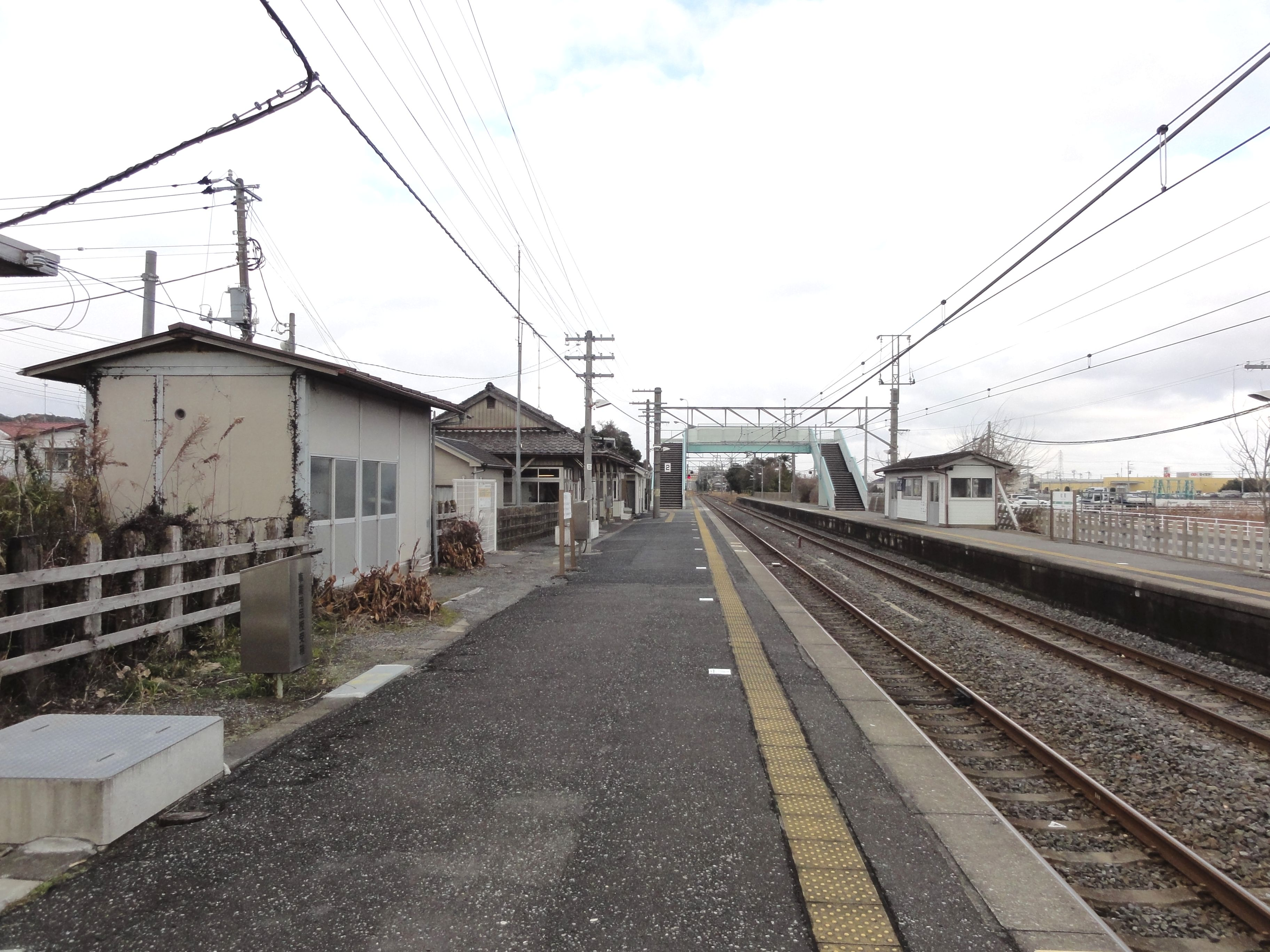
月台（2012年12月29日）

此站是地面車站，設有2面2線的相對式月台。月台沒有提高高度。兩月台透靠近橫芝一方設有跨線橋結接。1號月台上設有候車室。
車站大樓位於車站西北方。車站大樓在車站啟用當初存在，為一座木造瓦頂建築物。車站大樓內設有候車室、有人檢票口、售票櫃臺（設有POS終端）、1台自動售票機和簡易Suica閘機。
此站成為由成東站管理的業務委託車站，委托了JR東日本車站服務負責車站業務。

### 月台
靠近車站大樓的月台是2號月台，對面是1號月台。
| 月台 | 路線      | 上下行 | 方向     |
| ---- | --------- | ------ | -------- |
| 1    | ■總武本線 | 上行   | 千葉方向 |
| 2    | ■總武本線 | 下行   | 銚子方向 |

參考
- 月台可容納8卡車廂。

## 使用狀況
在2019年（令和元年）度1日平均乘車人次為895人，以下為乘車人次變化列表：
| 乘車人次變化       | 乘車人次變化     | 乘車人次變化 |
| 年度               | 1日平均 乘車人次 | 參考資料     |
| ------------------ | ---------------- | ------------ |
| 1990年（平成02年） | 1,463            | [ * 1 ]      |
| 1991年（平成03年） | 1,498            | [ * 2 ]      |
| 1992年（平成04年） | 1,542            | [ * 3 ]      |
| 1993年（平成05年） | 1,535            | [ * 4 ]      |
| 1994年（平成06年） | 1,521            | [ * 5 ]      |
| 1995年（平成07年） | 1,471            | [ * 6 ]      |
| 1996年（平成08年） | 1,394            | [ * 7 ]      |
| 1997年（平成09年） | 1,314            | [ * 8 ]      |
| 1998年（平成10年） | 1,292            | [ * 9 ]      |
| 1999年（平成11年） | 1,277            | [ * 10 ]     |
| 2000年（平成12年） | 1,258            | [ * 11 ]     |
| 2001年（平成13年） | 1,232            | [ * 12 ]     |
| 2002年（平成14年） | 1,182            | [ * 13 ]     |
| 2003年（平成15年） | 1,127            | [ * 14 ]     |
| 2004年（平成16年） | 1,100            | [ * 15 ]     |
| 2005年（平成17年） | 1,086            | [ * 16 ]     |
| 2006年（平成18年） | 1,098            | [ * 17 ]     |
| 2007年（平成19年） | 1,135            | [ * 18 ]     |
| 2008年（平成20年） | 1,128            | [ * 19 ]     |
| 2009年（平成21年） | 1,109            | [ * 20 ]     |
| 2010年（平成22年） | 1,081            | [ * 21 ]     |
| 2011年（平成23年） | 1,050            | [ * 22 ]     |
| 2012年（平成24年） | 1,063            | [ * 23 ]     |
| 2013年（平成25年） | 1,060            | [ * 24 ]     |
| 2014年（平成26年） | 1,015            | [ * 25 ]     |
| 2015年（平成27年） | 1,014            | [ * 26 ]     |
| 2016年（平成28年） | 1,001            | [ * 27 ]     |
| 2017年（平成29年） | 979              | [ * 28 ]     |
| 2018年（平成30年） | 939              | [ * 29 ]     |
| 2019年（令和元年） | 895              |              |

## 車站周邊

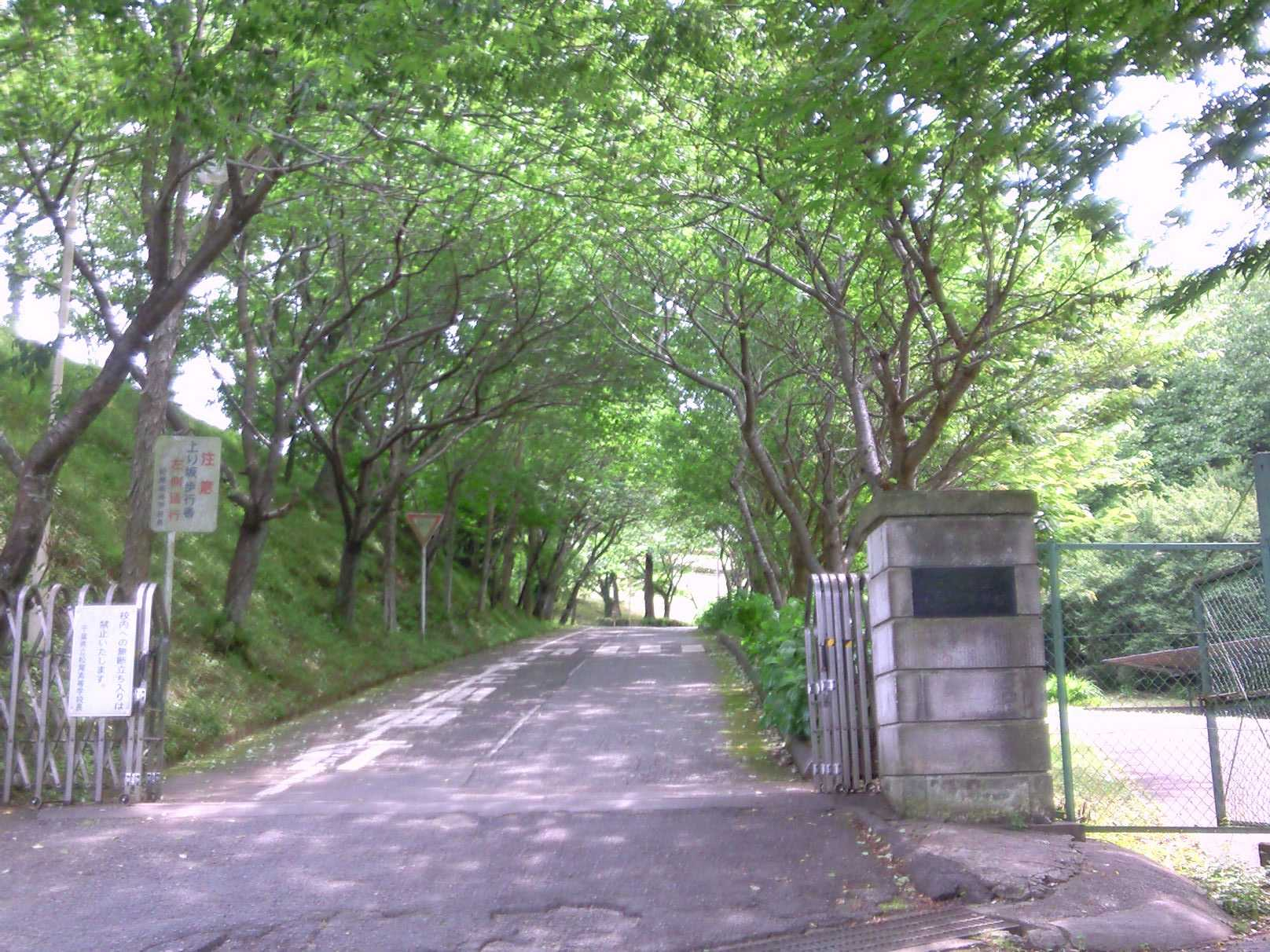
千葉縣立松尾高等學校

車站位於舊·松尾町中心。松尾町在2006年（平成18年）被合併成為山武市一部分。
站前設有迴旋路，該處設有松尾的士的松尾站內營業所。該處會有的士等候乘客。
山武市政廳松尾分所（舊·松尾町公所）距離車站300米處。在車站附近設有山武市立松尾小學、山武市立松尾中學、千葉縣立松尾高等學校、山武市立松尾圖書館、松尾郵局、清見屋松尾店、鶴羽藥局松尾店等設施。另外，車站周邊設有松尾台工業團地、松尾城蹟和八田金刀比羅神社。
在車站附近通過的主要道路包括國道126號、千葉縣道22號千葉八街橫芝線（國道126號松尾站入口路口向西北方向延伸的道路）、千葉縣道58號松尾蓮沼線、千葉縣道62號成田松尾線、千葉縣道111號松尾停車場線（在站前向松尾分所方向延伸的道路）。

## 巴士路線

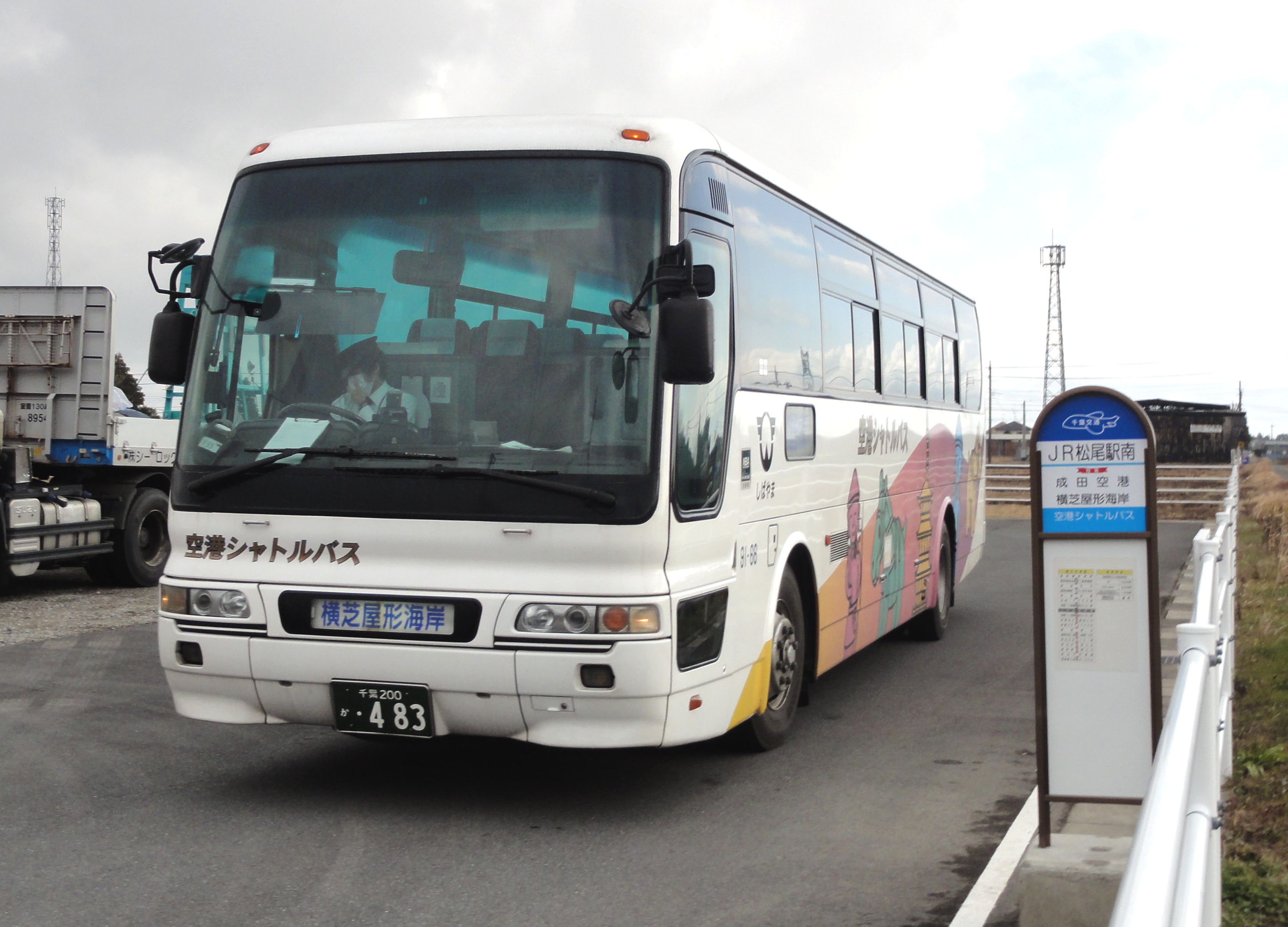
千葉交通機場穿梭巴士（2012年12月29日）

車站南邊設有穿梭巴士迴旋路，在步行約數分鐘的松尾IT保健福祉中心前也設有巴士站，上述兩巴士站設有機場穿梭巴士服務。在車站大樓沒有通道前往上述巴士站，因此乘客需要繞道車站才能前往。
| 乘車處     | 系統                 | 主要途經                               | 目的地           | 巴士公司               | 備註 |
| ---------- | -------------------- | -------------------------------------- | ---------------- | ---------------------- | ---- |
| 松尾站     |                      | 廣根                                   | 蓮沼海濱公園     | 山武市基幹巴士         |      |
| 松尾站     | 早船、成東站、日向站 | 山武之森元氣館                         |                  | 山武市基幹巴士         |      |
| 松尾站     | 芝山親睦巴士         | 古和、芝山仁王尊、芝山町公所           | 芝山千代田站     | 芝山親睦巴士           |      |
| JR松尾站南 | 機場穿梭巴士         | 松尾廣根、蓮沼海濱公園第1停車場前      | 橫芝屋形海岸     | 芝山鐵道延伸連絡協議會 |      |
| JR松尾站南 | 機場穿梭巴士         | 橫芝遠山、芝山文化中心前、芝山千代田站 | 機場第二客運大樓 | 芝山鐵道延伸連絡協議會 |      |

## 相鄰車站
東日本旅客鐵道（JR東日本）
■總武本線
成東－松尾－橫芝

## 注腳

### 使用狀況
1. ↑  千葉縣統計年鑑 （页面存档备份，存于）（日語） - 千葉縣

JR東日本2000年度以後的乘車人次
1. ↑  各駅の乗車人員（2000年度） （页面存档备份，存于）（日語） - JR東日本
2. ↑  各駅の乗車人員（2001年度） （页面存档备份，存于）（日語） - JR東日本
3. ↑  各駅の乗車人員（2002年度） （页面存档备份，存于）（日語） - JR東日本
4. ↑  各駅の乗車人員（2003年度） （页面存档备份，存于）（日語） - JR東日本
5. ↑  各駅の乗車人員（2004年度） （页面存档备份，存于）（日語） - JR東日本
6. ↑  各駅の乗車人員（2005年度） （页面存档备份，存于）（日語） - JR東日本
7. ↑  各駅の乗車人員（2006年度） （页面存档备份，存于）（日語） - JR東日本
8. ↑  各駅の乗車人員（2007年度） （页面存档备份，存于）（日語） - JR東日本
9. ↑  各駅の乗車人員（2008年度） （页面存档备份，存于）（日語） - JR東日本
10. ↑  各駅の乗車人員（2009年度） （页面存档备份，存于）（日語） - JR東日本
11. ↑  各駅の乗車人員（2010年度） （页面存档备份，存于）（日語） - JR東日本
12. ↑  各駅の乗車人員（2011年度） （页面存档备份，存于）（日語） - JR東日本
13. ↑  各駅の乗車人員（2012年度） （页面存档备份，存于）（日語） - JR東日本
14. ↑  各駅の乗車人員（2013年度） （页面存档备份，存于）（日語） - JR東日本
15. ↑  各駅の乗車人員（2014年度） （页面存档备份，存于）（日語） - JR東日本
16. ↑  各駅の乗車人員（2015年度） （页面存档备份，存于）（日語） - JR東日本
17. ↑  各駅の乗車人員（2016年度） （页面存档备份，存于）（日語） - JR東日本
18. ↑  各駅の乗車人員（2017年度） （页面存档备份，存于）（日語） - JR東日本
19. ↑  各駅の乗車人員（2018年度） （页面存档备份，存于）（日語） - JR東日本
20. ↑  各駅の乗車人員（2019年度） （页面存档备份，存于）（日語） - JR東日本

千葉縣統計年鑑
1. ↑  千葉縣統計年鑑（平成3年） （页面存档备份，存于）（日語）
2. ↑  千葉縣統計年鑑（平成4年） （页面存档备份，存于）（日語）
3. ↑  千葉縣統計年鑑（平成5年） （页面存档备份，存于）（日語）
4. ↑  千葉縣統計年鑑（平成6年） （页面存档备份，存于）（日語）
5. ↑  千葉縣統計年鑑（平成7年） （页面存档备份，存于）（日語）
6. ↑  千葉縣統計年鑑（平成8年） （页面存档备份，存于）（日語）
7. ↑  千葉縣統計年鑑（平成9年） （页面存档备份，存于）（日語）
8. ↑  千葉縣統計年鑑（平成10年） （页面存档备份，存于）（日語）
9. ↑  千葉縣統計年鑑（平成11年） （页面存档备份，存于）（日語）
10. ↑  千葉縣統計年鑑（平成12年） （页面存档备份，存于）（日語）
11. ↑  千葉縣統計年鑑（平成13年） （页面存档备份，存于）（日語）
12. ↑  千葉縣統計年鑑（平成14年） （页面存档备份，存于）（日語）
13. ↑  千葉縣統計年鑑（平成15年） （页面存档备份，存于）（日語）
14. ↑  千葉縣統計年鑑（平成16年） （页面存档备份，存于）（日語）
15. ↑  千葉縣統計年鑑（平成17年） （页面存档备份，存于）（日語）
16. ↑  千葉縣統計年鑑（平成18年） （页面存档备份，存于）（日語）
17. ↑  千葉縣統計年鑑（平成19年） （页面存档备份，存于）（日語）
18. ↑  千葉縣統計年鑑（平成20年） （页面存档备份，存于）（日語）
19. ↑  千葉縣統計年鑑（平成21年） （页面存档备份，存于）（日語）
20. ↑  千葉縣統計年鑑（平成22年） （页面存档备份，存于）（日語）
21. ↑  千葉縣統計年鑑（平成23年） （页面存档备份，存于）（日語）
22. ↑  千葉縣統計年鑑（平成24年） （页面存档备份，存于）（日語）
23. ↑  千葉縣統計年鑑（平成25年） （页面存档备份，存于）（日語）
24. ↑  千葉縣統計年鑑（平成26年） （页面存档备份，存于）（日語）
25. ↑  千葉縣統計年鑑（平成27年） （页面存档备份，存于）（日語）
26. ↑  千葉縣統計年鑑（平成28年） （页面存档备份，存于）（日語）
27. ↑  千葉縣統計年鑑（平成29年） （页面存档备份，存于）（日語）
28. ↑  千葉縣統計年鑑（平成30年） （页面存档备份，存于）（日語）
29. ↑  千葉縣統計年鑑（令和元年） （页面存档备份，存于）（日語）

## 外部連結
- 車站資訊（松尾）：東日本旅客鐵道（日語）